# 豊丘村 (愛知県)
豊丘村（とよおかむら）は、愛知県知多郡にかつてあった村。
現在の美浜町南東部（豊丘）、南知多町東部（豊丘）に該当する。

## 歴史
- 1878年（明治11年） - 矢梨村、切山村、乙方村、山田村が合併し、豊丘村となる。
- 1884年（明治17年） - 三和村が河和村、浦戸村、古布村に分立する。
- 1889年（明治22年）10月1日 - 豊丘村と古布村が合併し、豊丘村が発足。
- 1906年（明治39年）7月1日 - 分割され廃止。
  - 古布・矢梨・切山は、河和町、布土村と合併し、河和町となる。
  - 山田・乙方は豊浜町に編入され、豊浜町となる。

## 教育
- 豊丘学校
- 豊丘学校分校（後の南知多町立豊丘小学校。2008年閉校）